# Embalse Xinfengjiang
El Embalse Xinfengjiang (en chino: 新丰江水库, pinyin: Xīn fēng jiāng shuǐkù) es un lago artificial con más de 360 islas localizado en la ciudad-prefectura de Heyuan en la Provincia de Cantón, República Popular China. Se formó de la construcción de la Represa Xinfengjiang que detiene al río Xinfengjiang, un tributario del Río Dong. El embalse está a unos 6 km del centro de la ciudad de Heyuan y 170 km de distancia de Cantón. Es el lago artificial más grande de la provincia, con un área de 370 km², 93 m de máxima profundidad y con capacidad de almacenamiento de 13.98 km³.
El embalse Xinfengjiang es conocido por su agua clara y potable, su nombre se traduce literalmente a río nuevo y abundante, otro nombre que recibe es  "Hu Wan Lv" (una amplia vista verde). Es una importante atracción turística de toda la provincia.

## Historia
La provincia de Cantón se encuentra en la zona de Clima subtropical húmedo y es rica en recursos hídricos. Antes de 1958, el río Xinfengjiang era una vía de transporte importante en Heyuan y Shaoguan.
El embalse empezó en julio de 1958 para la prevención de inundaciones, la regulación de la altura del río, riego y el almacenamiento de agua y se completó en 1969. En la construcción más de 6 aldeas fueron inundadas. Miles de residentes tuvieron que instalarse en otra región. Se convirtió en un parque nacional en 1993, con el nombre de "Wanlv".